# Sloterpoort
Sloterpoort is een buurt in Stadsdeel Amsterdam Nieuw-West (tot 2010 Stadsdeel Slotervaart). De buurt wordt begrensd door de Cornelis Lelylaan, de Ringspoordijk, de Slotervaart en het Christoffel Plantijnpad.
De wijk bestaat uit Slotervaart-Zuid (gebouwd in de jaren vijftig). De belangrijkste straten zijn is de Johan Huizingalaan, die de buurt van noord naar zuid doorsnijdt en de Pieter Calandlaan, die de buurt van oost naar west doorsnijdt. In het midden ligt het Sierplein.